# 郭庄镇 (献县)
郭庄镇，是中华人民共和国河北省沧州市献县下辖的一个乡镇级行政单位。

## 行政区划
郭庄镇下辖以下地区：
大郭庄村、张淹村、古里庄村、东郭庄村、霍庄村、李庄村、东高庄村、东双坦村、西双坦村、尹屯村、刘套庄村、王尧京村、陈尧京村、杨庄子村、东孔庄村、野马村、田庄村、钟尧京村、宋尧京村、杨尧京村和孔尧京村。